# Дудченко Віталій Іванович
Віталій Іванович Дудченко (13 липня 1937, смт Недригайлів Недригайлівський район, тепер Сумської області — 26 вересня 2015) — український діяч, голова Одеської обласної ради професійних спілок. Народний депутат України 1-го скликання.

## Біографія
Народився в родині службовців.
Закінчив Одеський сільськогосподарський інститут, вчений агроном.
У 1959—1962 роках — керуючий відділення радгоспу «Родина» Біляївського району Одеської області.
Член КПРС з 1962 по 1991 рік.
У 1962—1968 роках — директор радгоспу «Кам'янський» Одеської області.
У 1968—1970 роках — начальник Великомихайлівського районного виробничого управління сільського господарства Одеської області.
У 1970—1982 роках — 1-й секретар Великомихайлівського районного комітету КПУ Одеської області. Закінчив Вищу партійну школу при ЦК КПУ.
У 1982—1986 роках — голова Одеського обласного комітету народного контролю.
У 1986—1997 роках — голова Одеської обласної ради професійних спілок, голова ради федерації професійних спілок Одеської області.
18.03.1990 обраний народним депутатом України, 2-й тур 51.11 % голосів, 3 претенденти. Член Комісії ВР України у питаннях законодавства і законності.
Потім — на пенсії.

## Нагороди
- орден Леніна
- орден Жовтневої Революції
- орден Трудового Червоного Прапора
- орден «Знак Пошани»
- медалі